# 中六人部村
中六人部村（なかむとべむら）は、京都府天田郡にあった村。現在の福知山市の南東部、土師川と竹田川の合流点にあたる。出身著名人に第47代内閣総理大臣芦田均がいる。

## 地理
- 河川：土師川、竹田川

## 歴史
- 1887年（明治20年）11月15日 - 芦田均が宮村（中六人部村宮）で誕生[1]。父は中六人部村長芦田鹿之助[2]。2002年（平成14年）[3]、生家に芦田均記念館開館[2]。
- 1889年（明治22年）4月1日 - 町村制の施行により、宮村・大内村・田野村の区域をもって発足。
- 1955年（昭和30年）4月1日 - 福知山市に編入。同日中六人部村廃止。

## 教育
- 中六人部小学校 - 1947年（昭和22年）中六人部国民学校から中六人部小学校に改称[4]。

## 交通

### 道路
現在は旧村域に舞鶴若狭自動車道の六人部パーキングエリアが所在するが、当時は未開通。